# Acropyga oko
Acropyga oko é uma espécie de formiga do gênero Acropyga, pertencente à subfamília Formicinae.